# 도마뱀 (종)
도마뱀(학명: Scincella vandenburghi 스킨켈라 반덴부르기[*])은 도마뱀과 도마뱀속에 속한 파충류의 일종이다. 한반도, 제주도, 쓰시마섬에 분포하며, 꼬리를 포함한 몸 전체 길이는 9 ~ 13 cm이다. 북한에서는 미끈도마뱀이라고 부른다.
온대림의 숲 바닥에 서식한다. 난생이며 여름에 한 배에 1~9개의 알을 낳는다.

## 어원
‘도마뱀’과 관련한 가장 이른 시기의 용례는 《향약채취월령(鄕藥採取月令)》(1431)에 보이는 ‘都馬蛇’이다. ‘都馬蛇’는 ‘*도마ᄇᆡ얌’으로 재구된다. 이것이 16세기의 ‘도마ᄇᆡ얌’으로 이어진다. ‘도마ᄇᆡ얌’은 ‘도마’와 ‘ᄇᆡ얌’으로 분석된다. ‘도마’는 긴 네모의 두꺼운 나무토막을 가리킨다. ‘도마’는 현대국어에 ‘도마’로 남아 있다. 중세국어의 ‘도마’는 성조가 평·거성(平去聲)인데 ‘도마ᄇᆡ얌’에 보이는 ‘도마’도 성조가 평·거성(平去聲)이다. ‘도마뱀’을 지시하는 단어를 만드는 데 ‘도마’가 이용된 이유는 두 가지 관점에서 이해할 수 있다. ‘도마뱀’이 ‘나무토막처럼 딱딱한 껍질로 덮여 있는 뱀’이어서일 수도 있고, ‘꼬리 부분이 도막도막 끊어지는 뱀’이어서일 수도 있다. 대체로 후자의 이유에 무게를 두고 있는 편이다. ‘도마ᄇᆡ얌’의 ‘ᄇᆡ얌’은 ‘蛇’의 뜻이다. ‘蛇’는 후기중세국어에서 ‘ᄇᆡ얌’뿐만 아니라 ‘ᄇᆡ얌, ᄇᆡ암’ 등으로도 나온다. 근대국어에서는 ‘ᄇᆡ얌’이 우세하게 나타나며, ‘ᄇᆡ암’도 보인다. ‘ᄇᆡ암’은 19세기 말의 《국한회어》(1895) 및 20세기 초의 《조선어사전》(1920)에도 ‘배암’으로 표기되어 나온다. 문세영이 지은 《조선어사전》(1938)에 와서야 지금과 같은 ‘뱀’이 보인다. ‘뱀’은 ‘배암’이 줄어든 형태이다. 한편 16세기의 ‘도마ᄇᆡ얌’은 근대국어에 들어오면 ‘도마ᄇᆡ얌’뿐만 아니라 ‘도마ᄇᆡ암, 도마ᄇᆡ암, 도마바얌’ 등으로도 표기되어 나온다. 근대국어의 형태들은 ‘도마ᄇᆡ얌’에서 제3음절과 제4음절의 모음이 달라진 것이다. 19세기 말의 <한영자전>(1897)에도 ‘도마ᄇᆡ암’으로 표기된다. 20세기 초의 《조선어사전》(1920)에는 ‘도마배암’으로, 《조선어사전》(1938)에는 ‘도마뱀’으로 나온다. ‘도마배암’이 줄어 ‘도마뱀’이 되었음을 알 수 있다. 결국 ‘도마뱀’은 ‘도마ᄇᆡ얌>도마ᄇᆡ암>도마배암>도마뱀’의 과정을 거쳐 지금에 이르렀다.
종명인 vandenburghi는 미국의 파충류학자 존 밴 덴버그의 이름을 땄다.

## 같이 보기
- 도롱뇽 (종)
- 도마뱀과
- 북도마뱀